# 박오창
박오창(朴午昌, ? - ?)은 일제강점기의 관료이자 미군정기의 관료이다. 해방 직후 초대 수원읍장이었다.
수원읍장이던 우메하라 시즈오(梅原靜雄)가 미군정에 의해 면직되자 그가 수원읍장이 되었지만 1947년 사퇴하였다.

## 약력
1929년 경기도 진위군속이 되었다. 1934년 시흥군속으로 부임하였다가, 시흥군청 교통농림담임으로 승진하였다. 1934년 7월 27일 경기도청 내무부 회계과 속으로 부임하였다.
1939년 11월 8일 경성부 황금정 3정목 175호에서 정관하(鄭觀夏), 정진하(鄭震夏), 이재영(李榮載, 정겸하(鄭謙夏) 등이 설립한 조선양행주식회사(朝鮮漆行) 창립에 참여하고, 조선양행의 감사가 되었다.
1945년 9월 2일 미군정 주둔 후 수원읍 승격 후 계속 읍장으로 있던 우메하라 시즈오(梅原靜雄)가 파면되자, 그가 수원읍장이 되었다. 그러나 1947년 4월 30일 수원읍장 직을 사퇴했다.

## 같이 보기
- 이진영
- 수원시